# Pierre Jean-Baptiste Durand de Missy
 (décembre 2022).
Si vous disposez d'ouvrages ou d'articles de référence ou si vous connaissez des sites web de qualité traitant du thème abordé ici, merci de compléter l'article en donnant les références utiles à sa vérifiabilité et en les liant à la section « Notes et références ».
Pierre Jean-Baptiste Durand de Missy, né en 1692 à Rouen et mort près de Caen le 4 avril 1764, est un prélat français. Il a été évêque d’Avranches de 1746 à sa mort. 

## Biographie
Il est le fils d’Augustin Durant de Missy, conseiller au parlement de Rouen, et de Marie Madeleine Le Guerchois, mariés à Rouen (St Patrice) le 16 août 1689.
Il est doyen de Saint-Germain-l’Auxerrois à Paris et vicaire général de Luynes à Bayeux, avant d'être nommé évêque d’Avranches le 21 août 1746. Il est sacré le 9 octobre dans l’église Saint-Louis des Jésuites à Paris. Il occupe ce siège pendant 18 ans, jusqu’à sa mort, survenue à l’âge de 72 ans.